# Kremenčuk
Kremenčuk (ukr. Кременчук) je grad u središnjoj Ukrajini, na obali rijeke Dnjepar. Sjedište je rajona Kremenčuk koji pripada Poltavskoj oblasti.

## Stanovništvo
Prema procjenama iz 2022. godine grad Kremenčuk ima 215 271 stanovnika.

## Vanjske poveznice
- (ukr.) Službene stranice